# 陳惠敏 (演員)
陳惠敏（英語：Michael Chan Wai-man，1945年7月10日—），香港荃灣客家人，前邵氏兄弟武打動作演員、自由拳擊運動員。

## 簡歷
陳惠敏生於廣州白雲區長湴村，7歲之前一直在該處生活，後隨父親移居新界荃灣三棟屋村長大，有一名胞妹，父親是一名船員。十二歲時因為想盡早投身社會工作，到荃灣區的紗廠打工，於是在申領身份證明文件期間報大兩歲。所以身份證上的出生年份為1943年，真實的年份是1945年。他同期隨其他小孩一同過著小混混的生活，十七歲便報考監獄署獄警崗位，原因出於認為懲教員形象兇惡，自己可成為其中一員。陳當年駐守芝麻灣監獄，又曾駐守大嶼山石壁兒童感化院。任職獄警兩年零八個月後因被誤會是獄中的青年犯，結果轉職警察，駐守過黃大仙警署、西貢警署以及深水埗警區。其時香港未成立廉政公署，陳唯有以掃毒組警員身份游走於黑白兩道三棟屋村，並在得到上司關照下廣泛地建立人脈。漸漸經過毒販網絡接觸更多黑社會層面的事宜，且成為香港三合會14K的“雙花紅棍”（從事獄警時期已由於希望有黨派照應，方便工作而加入14K）。年輕時練習過譚家三展拳，後期主要練習西洋拳擊。1960年代開過武館教授踢拳。1970及1971年連續兩年奪得東南亞搏擊錦標賽冠軍。1983年，年屆38歲的陳惠敏參加「世界精英搏擊大賽」，僅花35秒便擊倒日籍拳手森崎豪。
在電影中常扮演真我，語言剛烈，也以愛家庭、重義氣，以及一套靈巧身手與快拳聞名，面對非江湖人士及非驕橫之徒卻是十分謙和。根據陳惠敏在網絡訪問中透露他年輕最佳狀態時，一個直拳可打出高達270磅。當年甚至和李小龍齊名，有稱「腿有李小龍，拳有陳惠敏」。年少時成名前多飾演反面人物，如在電影《跳灰》中的職業殺手、富翁打手、一幫之主等；而於民族有關的動作片、身不由己的黑道或偏門中人，如電影《舞廳》；士為知己者死的武林高手、喜劇人物，如《黑道福星》、《風雨同路》等卻多以正面或半正面人物身份登場。亦有著重演技的影劇作品，如代表作1978年電視劇《浣花洗劍錄》中不求名利醉心武道和人生哲理的白衣人，因不幸與心理歪曲而走火入魔的狂徒一脫求生等，到成熟期則多演江湖叔公輩或鄉間富人或具聲望之輩。
陈惠敏曾在網絡訪問中透露，受到當時在港美國兵的影響，所以到日本找師傅紋身，背部圖案為一整條龍，之後又紋上左臂青龍、右臂白虎，和胸前的雙鷹。
2020年9月4日，陳惠敏與吳國英註冊，成為法定夫妻
。

## 參演作品

### 電視劇（佳艺電視）
- 1976年 射雕英雄传 飾 东邪黄药师

### 電視劇（麗的電視）
- 1978年 浣花洗劍錄 飾 白衣人

### 電視劇（亞洲電視）
- 1982年 血債血償 飾 獨孤求敗
- 1983年 飛越擂台 飾 黎傑
- 1983年 大家HAPPY 飾 李英偉
- 1997年 國際刑警 飾 淺見一男
- 1998年 流氓·律師 飾 黎積德

### 電視劇（無綫電視）
- 1979年 英雄無淚 飾 夏侯淵

### 電視電影（無綫電視）
- 1991年 英雄淚 飾

### 網絡劇（影視兄弟）
- 2016年 反黑 飾 卓雲彪（神爺）

### 電視劇（中國大陸）
- 2025年 守誠者 飾 鍾伯

### 電影
- 1976年
  - 《跳灰》（飾 殺手）
  - 《龍拳精武指》
- 1977年
  - 《决杀令》（饰 血阎王）
  - 《破戒》
- 1978年
  - 《笑傲江湖》（飾 郝傑英）
  - 《威震天南》
  - 《交貨》
- 1979年
  - 《風流斷劍小小刀》
  - 《手扣》
- 1980年
  - 《舞廳》（飾 阿細）
  - 《英雄》
- 1981年
  - 《知法犯法》
- 1982年
  - 《殺入愛情街》 （飾 Paul King）
  - 《賊性》
  - 《愛人女神》
  - 《獵魔者》
  - 《龍少爺》
- 1983年
  - 《狂情》
  - 《斬手指》
  - 《阿姐有料》
- 1984年
  - 《無名火》
  - 《一脫求生》
  - 《青蛙王子》（飾 郁德仁）
  - 《我愛羅蘭度》（飾 郁德仁）
- 1985年
  - 《偷情》
  - 《教頭發威》（飾 金不換）
  - 《冷血屠夫》
- 1986年
  - 《俾鬼捉》（台：誰當鬼）（飾 戴耳龍）
  - 《連環炮》
  - 《皇家戰士》
  - 《雙龍吐珠》
  - 《神探朱古力》（飾 搶匪）
  - 《龍在江湖》
- 1987年
  - 《A計劃續集》（飾 歐心虎）
- 1988年
  - 《同根生》
  - 《殺手蝴蝶夢》
- 1989年
  - 《黑道福星》
  - 《我在黑社會的日子》（飾 謝勝）
- 1990年
  - 《風雨同路》（飾 李雲飛）
  - 《BB30》
  - 《義膽雄心》（导演兼主演）
- 1991年
  - 《中環英雄》
  - 《五億探長雷洛傳》（飾 蟹王）
  - 《五億探長雷洛傳II之父子情仇》（飾 蟹王）
  - 《四大家族之龍虎兄弟》（飾 王老吉）
- 1992年
  - 《嘩！英雄》 （飾 畢義）
  - 《逃學英雄傳》（飾 陳慧蟹）
- 1993年
  - 《濟公》（飾 土地公）
  - 《警花肉搏強姦黨》（飾 番薯東）
  - 《女兒當自強》
- 1995年
  - 《現代古惑仔》
- 1996年
  - 《金榜提名》（飾 飄哥）
  - 《旺角風雲》 （飾 福生）
  - 《旺角揸Fit人》 （飾 龍哥）
  - 《古惑仔3之隻手遮天》（飾 駱駝）
- 1997年
  - 《愛上百分百英雄》
- 1998年
  - 《龍在江湖》（飾 眉叔）
  - 《濠江風雲》（飾 魚欄燦）
  - 《新古惑仔之少年激鬥篇》（飾 駱駝）
- 1999年
  - 《黑社會檔案之黑金帝國》（飾 何權）
  - 《半支煙》（飾 九紋龍）
  - 《上帝之手》
- 2000年
  - 《黑社會.com》（飾 敏哥）
  - 《流氓師表》（飾 Willy Ben Chan）
- 2001年
  - 《老夫子2001》（飾 金爺）
  - 《買兇拍人》（飾 標哥/秀茂坪速龍）
  - 《不死情謎》（飾 牛叔）
- 2003年
  - 《大佬愛美麗》
  - 《忘不了》（飾 七叔）
- 2004年
  - 《絕種鐵金剛》（飾 巴閉哥）
- 2005年
  - 《情癲大聖》（飾 眾生相）
- 2008年
  - 《一個好爸爸》（飾 德叔）
- 2010年
  - 《滅門》（飾 陳萬山）
  - 《打擂台》（飾 龐青）
- 2012年	
  - 《起勢搖滾》
  - 《紮職》
- 2014年	
  - 《大茶飯》（《潛龍風雲》）（飾 二叔）
- 2017年	
  - 《追龍》（飾 鼎爺）
- 2023年	
  - 《無間一戰》（飾 龍昆）

## 獎項紀錄
| 年份   | 頒獎典禮            | 獎項       | 作品           | 角色      | 結果 |
| ------ | ------------------- | ---------- | -------------- | --------- | ---- |
| 1983年 | 第2屆香港電影金像獎 | 最佳男演員 | 《殺入愛情街》 | Paul King | 提名 |

## 外部連結
- 陳惠敏在香港影庫上的簡介
- 陳惠敏在互联网电影资料库（IMDb）上的資料（英文）
- 陳惠敏的新浪微博